# Astartea arbuscula
Astartea arbuscula är en myrtenväxtart som först beskrevs av Robert Brown och George Bentham, och fick sitt nu gällande namn av Barbara Lynette Rye. Astartea arbuscula ingår i släktet Astartea och familjen myrtenväxter. Inga underarter finns listade i Catalogue of Life.